# Demeter Laccataris
Demeter Laccataris, född 1798 i Wien i dåvarande Habsburgska monarkin, död 24 december 1864 i Pest i dåvarande Kejsardömet Österrike, var en österrikisk målare. Han föddes i Wien och flyttade runt 1835 till Pest där han verkade fram till sin död. Laccataris målade porträtt, altartavlor och skyltar.

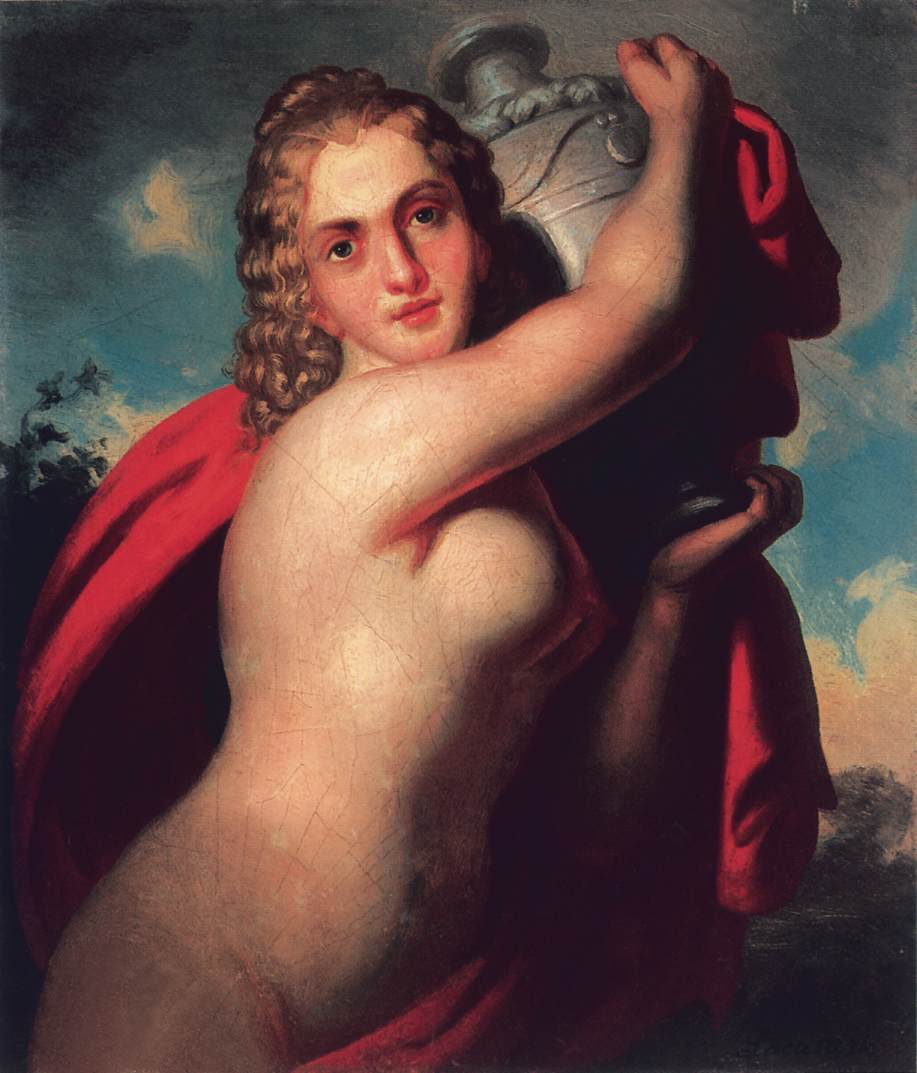
Hebe målad av Demeter Laccataris runt 1830